# Грабов (Ичнянский район)
Грабов (укр. Грабів) — село,
Будянский сельский совет,
Ичнянский район,
Черниговская область,
Украина.
Код КОАТУУ — 7421781602. Население по переписи 2001 года составляло 182 человека .

## Географическое положение
Село Грабов находится на берегах реки Иченька, которая через 2,5 км впадает в реку Удай,
выше по течению на расстоянии в 2 км расположено село Лучковка.
Местность вокруг села заболочена. К селу примыкает лесной массив.

## История
- 1750 год — дата основания
- Есть на карте 1787 года[2]
- Деревня была приписана к Михайловской церкви в Лучковке[3]
- В 1862 году в владельческой и казачий деревне Грабов было 11 дворов где проживали 85 человек(43 мужского и 42 женского пола)[4]
- Деревня Грабов поглотила хутор Грабовский[5][4] между 1869 и 1910 годом
- В 1911 году в деревне Грабово Малодевицкой волости Прилукского уезда жил 131 человек (63 мужского и 68 женского пола)[6]